# Це провина Адама
«Це провина Адама» (фр. C'est la faute d'Adam) — французька стрічка 1958 року режисерки Жаклін Одрі за романом іспанської письменниці Марії-Луїзи Лінарес. Прем'єра відбулась 26 лютого 1958 року.

## Синопсис
Адам де Казобон наймолодший з поміж шести синів графа Антуана де Казобона. У свої п'ятдесять років він все ще парубок. Нарешті він вирішує одружитися з Елеонорою де Савіньї. Але Адам запізнюється на зустріч з нареченою, а Елеонора потрапляє в аварію та втрачає пам'ять.

## У ролях
- Дані Робен — Елеонора де Савіньї
- Жак Серна[fr] — Жерар Сандрі
- Ноель Роквер — Антуан де Казобон
- Деніз Ґрей[fr] — Жанна Сандрі
- Бернар Деран[fr] — граф Філіп Берген
- Мішель Корду[fr] — Люсьєн Ланжак
- Арман Бернар[fr] — дипломат
- Ґабі Сильвія[fr] — Елен Берген
- Рене Лефевр[fr] — Норберт де Казобон
- Мішель Етчеверрі[fr] — Адам де Казобон
- Андре Ґабріелло[fr] — Жан-Люк де Казобон
- Робер Ваттьє[fr] — Ноель де Казобон
- Анрі Нассьє[fr] — месьє Жилле
- Елізабет Мане — Мариза Жилле
- Макс Дальбан — Жан-Лу
- Мариза Маріон — Леа
- Поль Деманж[fr] — епізодична роль
- Міжану Бардо[fr] — епізодична роль
- Моріс Біро[fr] — епізодична роль
- Анрі Вірложьє[fr] — епізодична роль
- Жан Деґрай[fr] — епізодична роль
- Леа Ґрей[fr] — епізодична роль
- Сюзанн Ґрей[fr] — епізодична роль
- Жак Іллінґ[fr] — епізодична роль
- Рене Іеронімус[fr] — епізодична роль
- Симона Ванньє — епізодична роль
- Робер Ле Беал[fr] — епізодична роль
- Жак Мюллер[fr] — епізодична роль
- Жюльєн Паролі[fr] — епізодична роль
- Рене Бертьє — епізодична роль
- Робер Тома — епізодична роль
- Жан-П'єр Ваґе — епізодична роль